# Athie (Yonne)
 Athie  es una población y comuna francesa que se encuentra en la región de Borgoña, departamento de Yonne, en el distrito de Avallon y cantón de L'Isle-sur-Serein.

## Demografía
| 138 | 125 | 123 | 126 | 121 | 139 |
| Para los censos de 1962 a 1999 la población legal corresponde a la población sin duplicidades (Fuente: INSEE [Consultar]) |     |     |     |     |     |